# Championnat d'Allemagne de football de deuxième division 1963-1964
Navigation
2. Oberligen
(West, Südwest, Süd)
1962-1963 Regionalliga
1964-1965
La Regionalliga 1963-1964 fut une compétition de football organisée par la Deutscher Fußball Bund au 2e niveau de la hiérarchie du football ouest-allemand.
Ce fut la 1re édition de cette compétition, qui se décomposait en une première phase séparée en cinq groupes (Nord, Berlin, West, Südwest, Süd), puis un tour de promotion (en allemand : Aufstiegsrunde in die Bundesliga) qui avait pour but de désigner les deux clubs promus en Bundesliga (D1).
De 1964 à 1974, ce format resta en vigueur, avec une variation du nombre de participants et du nombre de qualifiés selon les différentes "Regionalligen".

## Regionalliga Nord
Le Regionalliga Nord 1963-1964 fut une ligue située au 2e niveau de la hiérarchie du football ouest-allemand.
Ce fut la 1re édition de cette ligue qui couvrait le même territoire que l'ancienne Oberliga Nord, c'est-à-dire les villes libres de Brême et de Hambourg et les Länder de Basse-Saxe et du Schleswig-Holstein, donc les clubs affiliés à une des quatre fédérations composant la Norddeutscher Fußball-Verband (NFV).
Selon le règlement en vigueur, il n'y eut jamais de montant direct depuis les Regionalligen vers la Bundesliga. Un tour final annuel (en allemand : Aufstiegsrunde in die Bundesliga) regroupa les champions et qualifiés de chaque Regionalliga afin de désigner les deux promus.

### Compétition

#### Légende
| Légende | |
| C/TF    | Champion et qualifié pour le tour final pour une éventuelle montée en Bundesliga la saison suivante. |
| TF      | qualifié pour le tour final pour une éventuelle montée en Bundesliga la saison suivante.             |
| R       | club relégué vers les séries d'Amateurliga pour la saison suivante.                                  |
| (-OL)   | club venant de l'Oberliga Nord depuis la saison précédente, donc ayant reculé d'un niveau.           |

#### Classement
|      |    |                            | M  | G  | N  | P  | +  | -  | Avg  | Pts |
| ---- | -- | -------------------------- | -- | -- | -- | -- | -- | -- | ---- | --- |
| C/TF | 1  | FC St. Pauli (-OL)         | 34 | 21 | 9  | 4  | 87 | 35 | 2,49 | 51  |
| TF   | 2  | Hannover SV 96 (-OL)       | 34 | 22 | 5  | 7  | 78 | 27 | 2,89 | 49  |
|      | 3  | SV Arminia Hannover (-OL)  | 34 | 19 | 9  | 7  | 73 | 44 | 1,66 | 45  |
|      | 4  | FC Altona 93 (-OL)         | 34 | 21 | 2  | 11 | 82 | 46 | 1,78 | 44  |
|      | 5  | Kieler SV Holstein (-OL)   | 34 | 18 | 7  | 9  | 72 | 78 | 0,92 | 43  |
|      | 6  | VfL Osnabrück (-OL)        | 34 | 16 | 7  | 11 | 56 | 52 | 1,08 | 39  |
|      | 7  | VfB Oldenburg (-OL)        | 34 | 16 | 6  | 12 | 63 | 50 | 1,26 | 38  |
|      | 8  | ASV Bergedorf 85 (-OL)     | 34 | 13 | 9  | 12 | 65 | 65 | 1,00 | 35  |
|      | 9  | VfL Wolfsburg              | 34 | 14 | 6  | 14 | 60 | 61 | 0,98 | 34  |
|      | 10 | VfR Neumünster (-OL)       | 34 | 12 | 9  | 13 | 56 | 61 | 0,92 | 33  |
|      | 11 | SC Victoria Hamburg        | 34 | 9  | 11 | 14 | 49 | 71 | 0,69 | 29  |
|      | 12 | TuS Bremerhaven 93 (-OL)   | 34 | 9  | 10 | 15 | 48 | 48 | 1,00 | 28  |
|      | 13 | VfV Hildesheim (-OL)       | 34 | 10 | 8  | 16 | 40 | 53 | 0,75 | 28  |
|      | 14 | VfB Lübeck (-OL)           | 34 | 11 | 5  | 18 | 59 | 78 | 0,76 | 27  |
|      | 15 | SV Friedrichsort           | 34 | 7  | 10 | 17 | 46 | 85 | 0,54 | 24  |
|      | 16 | SC Concordia Hamburg (-OL) | 34 | 8  | 7  | 19 | 39 | 62 | 0,63 | 23  |
| R    | 17 | VfL Oldenburg              | 34 | 6  | 1  | 17 | 36 | 69 | 0,52 | 23  |
| R    | 18 | HSV Barmbek-Uhlenhorst     | 34 | 5  | 9  | 20 | 40 | 84 | 0,48 | 19  |

### Relégation depuis la Bundesliga
À la fin de cette saison, aucun club affilié à la Norddeutscher Fußball-Verband (NFV) ne fut relégué de la Bundesliga.

### Relégation/Montée avec l'étage inférieur
À la fin de la saison, les deux derniers classés furent relégués vers les séries d'Amateurliga. 
Deux formations furent promues à l'issue du tour final des Amateurligen ("Bremen", "Hamburg", "Niedersachsen" et "Schleswig-Holstein"). Les montants furent : 1. SC Göttingen 05 et VfR 07 Rasensport Harburg.

## Regionalliga Berlin
Le Regionalliga Berlin 1963-1964 fut une ligue située au 2e niveau de la hiérarchie du football ouest-allemand.
Ce fut la 1re édition de cette ligue qui couvrait le même territoire que l'ancienne Oberliga Berlin, c'est-à-dire la zone de Berlin-Ouest et donc concernait les clubs affiliés à la Verband Berliner Ballspielvereine (VBB).
Selon le règlement en vigueur, il n'y eut jamais de montant direct depuis les Regionalligen vers la Bundesliga. Un tour final annuel (en allemand : Aufstiegsrunde in die Bundesliga) regroupa les champions et qualifiés de chaque Regionalliga afin de désigner les deux promus.

### Compétition

#### Légende
| Légende | |
| C/TF    | Champion et qualifié pour le tour final pour une éventuelle montée en Bundesliga la saison suivante. |
| R       | club relégué vers les séries d'Amateurliga pour la saison suivante.                                  |
| (-OL)   | club venant de l'Oberliga Berlin depuis la saison précédente, donc ayant reculé d'un niveau.         |

#### Classement
|      |    |                               | M  | G  | N | P  | +  | -  | Avg  | Pts  |
| ---- | -- | ----------------------------- | -- | -- | - | -- | -- | -- | ---- | ---- |
| C/TF | 1  | SC Tasmania 1900 Berlin (-OL) | 27 | 21 | 4 | 2  | 73 | 22 | 3,32 | 46   |
|      | 2  | Tennis Borussia Berlin (-OL)  | 27 | 19 | 4 | 4  | 73 | 22 | 3,32 | 42   |
|      | 3  | SC Wacker 04 Berlin (-OL)     | 27 | 15 | 4 | 8  | 52 | 45 | 1,16 | 34   |
|      | 4  | Spandauer SV (-OL)            | 27 | 13 | 7 | 7  | 63 | 41 | 1,54 | 33   |
|      | 5  | SV Blau-Weiss Berlin          | 27 | 9  | 5 | 13 | 37 | 55 | 0,67 | 23   |
|      | 6  | FC Hertha 03 Zehlendorf (-OL) | 27 | 11 | 2 | 14 | 46 | 47 | 0,98 | 22 1 |
|      | 7  | Reinickendorfer Füchse        | 27 | 8  | 5 | 14 | 31 | 46 | 0,67 | 21   |
|      | 8  | Berliner SV 92 (-OL)          | 27 | 6  | 7 | 14 | 28 | 49 | 0,57 | 19   |
|      | 9  | Berliner FC Südring (-OL)     | 27 | 7  | 3 | 17 | 36 | 64 | 0,56 | 17   |
| R    | 10 | SC Union 06 Berlin            | 27 | 4  | 3 | 20 | 23 | 71 | 0,32 | 11   |

1 Le FC Hertha 03 Zehlendorf perdit deux points sur le "tapis vert".

### Relégation depuis la Bundesliga
À la fin de cette saison, aucun club affilié à la Verband Berliner Ballspielvereine (VBB) ne fut relégué de la Bundesliga.

### Relégation/Montée avec l'étage inférieur
À la fin de la saison, le dernier classé fut relégué vers les séries de l'Amateurliga Berlin, dont une formation fut promue:
- Berliner FC Viktoria 89

## Regionalliga West
Le Regionalliga West 1963-1964 fut une ligue située au 2e niveau de la hiérarchie du football ouest-allemand.
Ce fut la 1re édition de cette ligue qui couvrait le même territoire que les anciennes Oberliga et 2. Oberliga West, c'est-à-dire le Land de Rhénanie du Nord-Wesphalie, donc les clubs affiliés à une des trois fédérations composant la Westdeutscher Fußball-und Leichtathletikverband (WFLV).
Selon le règlement en vigueur, il n'y eut jamais de montant direct depuis les Regionalligen vers la Bundesliga. Un tour final annuel (en allemand : Aufstiegsrunde in die Bundesliga) regroupa les champions et qualifiés de chaque Regionalliga afin de désigner les deux promus.

### Compétition

#### Légende
| Légende         | |
| C/TF            | Champion et qualifié pour le tour final pour une éventuelle montée en Bundesliga la saison suivante. |
| R               | club relégué vers les séries de Verbandsliga pour la saison suivante.                                |
|                 | fusion en fin de saison                                                                              |
| (-OL)           | club venant de l'Oberliga West depuis la saison précédente, donc ayant reculé d'un niveau.           |
| en augmentation | club promu des séries de Verbandsliga depuis la saison précédente, donc ayant monté d'un niveau.     |

#### Classement
|      |    |                                | M  | G  | N  | P  | +   | -   | Avg  | Pts |
| ---- | -- | ------------------------------ | -- | -- | -- | -- | --- | --- | ---- | --- |
| C/TF | 1  | Aachener TSV Alemannia (-OL)   | 38 | 27 | 5  | 6  | 105 | 37  | 2,83 | 59  |
| TF   | 2  | Wuppertaler SV (-OL)           | 38 | 19 | 14 | 5  | 66  | 36  | 1,83 | 52  |
|      | 3  | Fortuna Düsseldorf (-OL)       | 38 | 21 | 8  | 9  | 85  | 50  | 1,70 | 50  |
|      | 4  | TSV Marl-Hüls (-OL)            | 38 | 20 | 8  | 10 | 56  | 41  | 1,37 | 48  |
|      | 5  | SC Viktoria 04 Köln (-OL)      | 38 | 19 | 7  | 12 | 77  | 53  | 1,45 | 45  |
|      | 6  | SC Westfalia 05 Herne (-OL)    | 38 | 17 | 10 | 11 | 69  | 63  | 1,10 | 44  |
|      | 7  | Rot-Weiss Oberhausen (-OL)     | 38 | 16 | 10 | 12 | 58  | 58  | 1,00 | 42  |
|      | 8  | Borussia Mönchengladbach (-OL) | 38 | 17 | 7  | 14 | 71  | 47  | 1,51 | 41  |
|      | 9  | Duisburger SpV                 | 38 | 13 | 13 | 12 | 54  | 55  | 0,98 | 39  |
|      | 10 | Rot-Weiss Essen                | 38 | 13 | 12 | 13 | 70  | 64  | 1,09 | 38  |
|      | 11 | DSC Arminia Bielefeld          | 38 | 14 | 10 | 14 | 65  | 74  | 0,88 | 38  |
|      | 12 | SV Bayer 04 Leverkusen (-OL)   | 38 | 13 | 9  | 16 | 62  | 62  | 1,00 | 35  |
|      | 13 | Schwarz-Weiss Essen (-OL)      | 38 | 13 | 8  | 17 | 60  | 71  | 0,85 | 34  |
|      | 14 | Sportfreunde Hamborn 07 (-OL)  | 38 | 12 | 10 | 16 | 49  | 71  | 0,69 | 34  |
|      | 15 | STV Horst-Emscher              | 38 | 11 | 9  | 18 | 56  | 75  | 0,75 | 31  |
| R    | 16 | SpVgg Herten 07/12             | 38 | 12 | 7  | 19 | 55  | 79  | 0,69 | 31  |
| R    | 17 | VfB Bottrop                    | 38 | 11 | 8  | 19 | 53  | 68  | 0,78 | 30  |
| R    | 18 | Sportfreunde Siegen            | 38 | 9  | 11 | 18 | 69  | 85  | 0,81 | 29  |
| R    | 19 | TuS Duisburg 48/99             | 38 | 9  | 4  | 25 | 47  | 88  | 0,53 | 22  |
| R    | 20 | Lüner SV                       | 38 | 5  | 8  | 25 | 41  | 101 | 0,41 | 18  |

### Fusion
Après cette saison, le Duisburger SpV et le TuS Duisburg 48/99 fusionnèrent pour former l'Eintracht Duisburg 1848.

### Relégation depuis la Bundesliga
À la fin de cette saison, un club affilié à la Westdeutscher Fußball-und Leichtathletikverband (WFLV) fut relégué de la Bundesliga: 
- SC Preussen Münster.

### Relégation/Montée avec l'étage inférieur
À la fin de la saison, les quatre derniers classés furent relégués vers les séries de Verbandsliga. Une cinquième équipe descendit en raison de la relégation du SC Preussen Münster depuis la Bundesliga.
Deux formations furent promues à l'issue du tour final des Verbandsligen ("Mittelrhein", "Niederrhein" et "Westfalen"). Les deux montants furent :
- SG Eintracht Gelsenkirchen
- Homberger SV

## Regionalliga Südwest
Le Regionalliga Südwest 1963-1964 fut une ligue située au 2e niveau de la hiérarchie du football ouest-allemand.
Ce fut la 1re édition de cette ligue qui couvrait le même territoire que les anciennes Oberliga et 2. Oberliga Südwest, c'est-à-dire les Länder de Rhénanie-Palatinat et de Sarre, donc les clubs affiliés à une des trois fédérations composant la Fußball-Regional-Verband Südwest (FRVS).
Selon le règlement en vigueur, il n'y eut jamais de montant direct depuis les Regionalligen vers la Bundesliga. Un tour final annuel (en allemand : Aufstiegsrunde in die Bundesliga) regroupa les champions et qualifiés de chaque Regionalliga afin de désigner les deux promus.

### Compétition

#### Légende
| Légende         | |
| C/TF            | Champion et qualifié pour le tour final pour une éventuelle montée en Bundesliga la saison suivante. |
| TF              | qualifié pour le tour final pour une éventuelle montée en Bundesliga la saison suivante.             |
| R               | club relégué vers les séries d'Amateurliga pour la saison suivante.                                  |
|                 | fusion en fin de saison                                                                              |
| (-OL)           | club venant de l'Oberliga Südest depuis la saison précédente, donc ayant reculé d'un niveau.         |
| en augmentation | club promu des séries d'Amateurliga depuis la saison précédente, donc ayant monté d'un niveau.       |

#### Classement
|      |    |                                   | M  | G  | N  | P  | +   | -   | Avg  | Pts |
| ---- | -- | --------------------------------- | -- | -- | -- | -- | --- | --- | ---- | --- |
| C/TF | 1  | VfB Borussia Neunkirchen (-OL)    | 38 | 25 | 10 | 3  | 106 | 32  | 3,31 | 60  |
| TF   | 2  | FK Pirmasens (-OL)                | 38 | 27 | 5  | 6  | 128 | 49  | 2,61 | 59  |
|      | 3  | VfR Wormatia Worms 08 (-OL)       | 38 | 25 | 8  | 5  | 85  | 49  | 1,73 | 58  |
|      | 4  | 1. FSV Mainz 05 (-OL)             | 38 | 20 | 7  | 11 | 82  | 57  | 1,44 | 47  |
|      | 5  | Eintracht Trier                   | 38 | 16 | 11 | 11 | 72  | 68  | 1,06 | 43  |
|      | 6  | SV Saar 05 Saarbrücken (-OL)      | 38 | 15 | 12 | 11 | 78  | 52  | 1,50 | 42  |
|      | 7  | VfR Kaiserslautern (-OL)          | 38 | 16 | 10 | 12 | 65  | 54  | 1,20 | 42  |
|      | 8  | Sportfreunde 05 Saarbrücken (-OL) | 38 | 17 | 6  | 15 | 81  | 62  | 1,31 | 40  |
|      | 9  | SV Phönix 03 Ludwigshafen         | 38 | 15 | 10 | 13 | 58  | 56  | 1,04 | 40  |
|      | 10 | Ludwigshafener SC 1925 (-OL)      | 38 | 17 | 6  | 15 | 66  | 64  | 1,03 | 40  |
|      | 11 | TuS Neuendorf (-OL)               | 38 | 16 | 7  | 15 | 84  | 73  | 1,15 | 39  |
|      | 12 | TuRa Ludwigshafen (-OL)           | 38 | 14 | 9  | 15 | 64  | 54  | 1,19 | 37  |
|      | 13 | SV 06 Völklingen                  | 38 | 11 | 13 | 14 | 65  | 74  | 0,88 | 35  |
|      | 14 | SpVgg Weisenau                    | 38 | 22 | 12 | 15 | 60  | 77  | 0,78 | 34  |
|      | 15 | VfR Frankenthal (-OL)             | 38 | 12 | 8  | 18 | 55  | 77  | 0,71 | 32  |
|      | 16 | BSC 1914 Oppau (-OL)              | 38 | 13 | 6  | 19 | 49  | 71  | 0,69 | 32  |
|      | 17 | FC Phönix Bellheim                | 38 | 11 | 5  | 22 | 67  | 99  | 0,68 | 27  |
|      | 18 | TSC Zweibrücken                   | 38 | 8  | 7  | 23 | 50  | 98  | 0,51 | 23  |
| R    | 19 | ASV Landau                        | 38 | 6  | 5  | 27 | 39  | 110 | 0,35 | 17  |
| R    | 20 | SV Niederlahnstein (-OL)          | 38 | 6  | 1  | 31 | 37  | 123 | 0,30 | 13  |

### Fusion
Après cette saison, le SV Phönix 03 Ludwigshafen et le TuRa Ludwigshafen fusionnèrent pour former le SV Südwest Ludwigshafen.

### Relégation depuis la Bundesliga
À la fin de cette saison, un club affilié à la Fußball-Regional-Verband Südwest (FRVS) fut relégué de la Bundesliga : 
- 1. FC Saarbrücken.

### Relégation/Montée avec l'étage inférieur
À la fin de la saison, les deux derniers classés furent relégués vers les séries d'Amateurliga. Une troisième équipe aurait dû descendre en raison de la relégation du 1. FC Saarbrücken depuis la Bundesliga, mais il n'en fut rien à la suite de la place libérée par la fusion formant le SV Südwest Ludwigshafen
Une formation fut promue à l'issue du tour final des Amateurligen ("Rheinland", "Saarland" et "Südwest"). Le montant fut FC Germania Metternich.

## Regionalliga Süd
Le Regionalliga Süd 1963-1964 fut une ligue située au 2e niveau de la hiérarchie du football ouest-allemand.
Ce fut la 1re édition de cette ligue qui couvrait le même territoire que les anciennes Oberliga et 2. Oberliga Süd, c'est-à-dire les Länder de Bade-Wurtemberg, de Bavière et de Hesse, donc les clubs affiliés à une des cinq fédérations composant la Süddeutscher Fußball-Verband (SFV).
Selon le règlement en vigueur, il n'y eut jamais de montant direct depuis les Regionalligen vers la Bundesliga. Un tour final annuel (en allemand : Aufstiegsrunde in die Bundesliga) regroupa les champions et qualifiés de chaque Regionalliga afin de désigner les deux promus.

### Compétition

#### Légende
| Légende | |
| C/TF    | Champion et qualifié pour le tour final pour une éventuelle montée en Bundesliga la saison suivante. |
| TF      | qualifié pour le tour final pour une éventuelle montée en Bundesliga la saison suivante.             |
| R       | club relégué vers les séries d'Amateurliga pour la saison suivante.                                  |
| (-OL)   | club venant de l'Oberliga Süd depuis la saison précédente, donc ayant reculé d'un niveau.            |

#### Classement
|      |    |                              | M  | G  | N  | P  | +   | -  | Avg  | Pts |
| ---- | -- | ---------------------------- | -- | -- | -- | -- | --- | -- | ---- | --- |
| C/TF | 1  | KSV Hessen Kassel (-OL)      | 38 | 25 | 5  | 8  | 116 | 61 | 1,90 | 55  |
| TF   | 2  | FC Bayern München (-OL)      | 38 | 22 | 8  | 8  | 115 | 61 | 1,89 | 52  |
|      | 3  | Offenbacher FC Kickers (-OL) | 38 | 21 | 8  | 9  | 96  | 66 | 1,45 | 50  |
|      | 4  | TSV Schwaben Augsburg (-OL)  | 38 | 19 | 11 | 8  | 77  | 56 | 1,38 | 49  |
|      | 5  | SSV Reutlingen (-OL)         | 38 | 19 | 9  | 10 | 76  | 61 | 1,25 | 47  |
|      | 6  | VfR Mannheim (-OL)           | 38 | 18 | 9  | 11 | 68  | 50 | 1,36 | 45  |
|      | 7  | 1. FC Schweinfurt 05 (-OL)   | 38 | 17 | 9  | 12 | 82  | 55 | 1,49 | 43  |
|      | 8  | TSG 1846 Ulm (-OL)           | 38 | 20 | 2  | 16 | 73  | 74 | 0,99 | 42  |
|      | 9  | SpVgg Fürth (-OL)            | 38 | 14 | 11 | 13 | 68  | 61 | 1,11 | 39  |
|      | 10 | Freiburger FC                | 38 | 14 | 9  | 15 | 58  | 61 | 0,95 | 37  |
|      | 11 | SV Waldhof Mannheim 07       | 38 | 15 | 6  | 17 | 56  | 60 | 0,93 | 36  |
|      | 12 | ESV Ingolstadt-Ringsee       | 38 | 12 | 11 | 15 | 61  | 81 | 0,75 | 35  |
|      | 13 | FC Bayern Hof 1910 (-OL)     | 38 | 12 | 9  | 17 | 61  | 64 | 0,95 | 33  |
|      | 14 | SV Stuttgarter Kickers       | 38 | 12 | 9  | 17 | 54  | 74 | 0,73 | 33  |
|      | 15 | 1. FC Pforzheim              | 34 | 12 | 9  | 17 | 51  | 75 | 0,68 | 33  |
|      | 16 | FSV Frankfurt                | 38 | 13 | 5  | 20 | 69  | 85 | 0,81 | 31  |
| R    | 17 | SpVgg 03 Neu-Isenburg        | 38 | 11 | 5  | 22 | 49  | 80 | 0,61 | 27  |
| R    | 18 | SC Borussia 04 Fulda         | 38 | 8  | 10 | 20 | 53  | 77 | 0,69 | 26  |
| R    | 19 | BC Augsburg (-OL)            | 38 | 10 | 5  | 23 | 48  | 90 | 0,53 | 25  |
| R    | 20 | SpVgg Amicitia Viernheim     | 38 | 8  | 6  | 24 | 47  | 86 | 0,55 | 22  |

### Relégation depuis la Bundesliga
À la fin de cette saison, aucun club affilié à la Süddeutscher Fußball-Verband (SFV) ne fut relégué de la Bundesliga.

### Relégation/Montée avec l'étage inférieur
À la fin de la saison, les quatre derniers classés furent relégués vers les séries d'Amateurliga. 
Trois formations furent promues à l'issue du tour final des Amateurligen ("Baden-Württemberg", "Bayern" et "Hessen"). Les montants furent :
- SV Darmstadt 98
- FC Emmendingen 03
- FC Wacker München

## Tour de promotion
Le Tour de promotion des Regionalligen 1963-1964 (en allemand : Aufstiegsrunde in die Bundesliga) fut une compétition de football organisée  par la Deutscher Fussball Bund au 2e niveau de la hiérarchie du football ouest-allemand.
Ce fut la 1re édition de cette compétition qui avait pour but de désigner les deux clubs promus entre la Regionalliga (D2) et la Bundesliga (D1).
De 1964 à 1974, il n'y eut aucun montant direct du 2e vers le 1er niveau du football ouest-allemand. Le tour final décida quels étaient les promus.
Au fil des onze éditions, le nombre de participants et surtout le nombre de qualifiés selon les différentes "Regionalligen" évoluèrent.

### Les 9 participants 1963-1964
- Regionalliga Nord 1963-1964:
  - FC St-Pauli
  - Hannover SV 96
- Regionalliga Berlin 1963-1964:
  - SC Tasmania 1900 Berlin
- Regionalliga West 1963-1964:
  - Aachener TSV Alemannia
  - Wuppertaler SV
- Regionalliga Südwest 1963-1964:
  - VfB Borussia Neunkirchen
  - FK Pirmasens
- Regionalliga Sud 1963-1964:
  - KSV Hessen Kassel
  - FC Bayern München

### Résultats & classements
Un tour préliminaire élimine une formation.
Dans les deux groupes respectifs, les différents clubs engagés s'affrontèrent par matches "aller/retour".

#### Légende
| Légende |                                                                |
| Q       | Qualifié pour la phase de groupe.                              |
| P       | Vainqueur de groupe et promu en Bundesliga la saison suivante. |

#### Tour préliminaire
| Match                         | Résultat |
| ----------------------------- | -------- |
| Wuppertaler SV – FK Pirmasens | 0-2      |
| FK Pirmasens – Wuppertaler SV | 2-1      |
| FK Pirmasens                  | Qualifié |

#### Groupe 1

##### Matches
| Dates      | Matches                                            | Résultats | Remarques |
| ---------- | -------------------------------------------------- | --------- | --------- |
| 06/06/1964 | FC St-Pauli – FC Bayern München                    | 0-4       |           |
| 06/06/1964 | SC Tasmania 1900 Berlin – VfB Borussia Neunkirchen | 5-1       |           |
| 10/06/1964 | FC Bayern München – SC Tasmania 1900 Berlin        | 1-1       |           |
| 10/06/1964 | VfB Borussia Neunkirchen – FC St-Pauli             | 4-1       |           |
| 14/06/1964 | VfB Borussia Neunkirchen – FC Bayern München       | 0-1       |           |
| 14/06/1964 | FC St-Pauli – SC Tasmania 1900 Berlin              | 3-0       |           |
| 20/06/1964 | FC Bayern München – FC St-Pauli                    | 6-1       |           |
| 20/06/1964 | VfB Borussia Neunkirchen – SC Tasmania 1900 Berlin | 1-0       |           |
| 24/06/1964 | SC Tasmania 1900 Berlin – FC Bayern Munich         | 3-0       |           |
| 24/06/1964 | FC St-Pauli – VfB Borussia Neunkirchen             | 0-1       |           |
| 28/06/1964 | FC Bayern München – VfB Borussia Neunkirchen       | 0-2       |           |
| 28/06/1964 | SC Tasmania 1900 Berlin – FC St-Pauli              | 3-3       |           |

##### Classement
|   |   |                          | M | G | N | P | +  | -  | Avg  | Pts |
| - | - | ------------------------ | - | - | - | - | -- | -- | ---- | --- |
| P | 1 | VfB Borussia Neunkirchen | 6 | 4 | 0 | 2 | 9  | 7  | 1,29 | 8   |
|   | 2 | FC Bayern München        | 6 | 3 | 1 | 2 | 13 | 7  | 1,88 | 7   |
|   | 3 | SC Tasmania 1900 Berlin  | 6 | 2 | 2 | 2 | 12 | 9  | 1,33 | 6   |
|   | 4 | FC St-Pauli              | 6 | 1 | 1 | 4 | 8  | 18 | 0,44 | 3   |

#### Groupe 2

##### Matches
| Dates      | Matches                                    | Résultats | Remarques |
| ---------- | ------------------------------------------ | --------- | --------- |
| 06/06/1964 | KSV Hessen Kassel – Hannover SV 96         | 1-2       |           |
| 06/06/1964 | FK Pirmasens – Aachener TSV Alemannia      | 3-0       |           |
| 10/06/1964 | Hannover SV 96 – FK Pirmasens              | 2-0       |           |
| 10/06/1964 | Aachener TSV Alemannia – KSV Hessen Kassel | 1-2       |           |
| 14/06/1964 | KSV Hessen Kassel – FK Pirmasens           | 1-4       |           |
| 14/06/1964 | Hannover SV 96 – Aachener TSV Alemannia    | 2-1       |           |
| 20/06/1964 | Hannover SV 96 – KSV Hessen Kassel         | 3-1       |           |
| 20/06/1964 | Aachener TSV Alemannia – FK Pirmasens      | 5-1       |           |
| 24/06/1964 | FK Pirmasens – Hannover SV 96              | 0-4       |           |
| 24/06/1964 | KSV Hessen Kassel – Aachener TSV Alemannia | 2-0       |           |
| 28/06/1964 | FK Pirmasens - KSV Hessen Kassel           | 2-4       |           |
| 28/06/1964 | Aachener TSV Alemannia – Hannover SV 96    | 3-2       |           |

##### Classement
|   |   |                        | M | G | N | P | +  | -  | Avg  | Pts |
| - | - | ---------------------- | - | - | - | - | -- | -- | ---- | --- |
| P | 1 | Hannover SV 96         | 6 | 5 | 0 | 1 | 15 | 6  | 2,50 | 10  |
|   | 2 | KSV Hessen Kassel      | 6 | 3 | 0 | 3 | 11 | 12 | 0,92 | 6   |
|   | 3 | Aachener TSV Alemannia | 6 | 2 | 0 | 4 | 10 | 12 | 0,83 | 4   |
|   | 4 | FK Pirmasens           | 6 | 2 | 0 | 4 | 10 | 16 | 0,63 | 4   |